# Índice de Pedersen
El índice de Pedersen es una medida de volatilidad electoral en sistemas de partidos. Fue descrito por Mogens Pedersen en un trabajo publicado en 1979 titulado The Dynamics of European Party Systems: Changing Patterns of Electoral Volatility (La dinámica de sistemas europeos de partidos: patrones cambiantes de volatilidad electoral).

## Significado del índice
"El cambio neto dentro del sistema de partidos que resulta de transferencias individuales de votos"

## Cálculo del índice
Para calcular el índice, debe calcularse la suma de los cambios porcentuales de votos de los partidos que han aumentado su porcentaje de votos, o, equivalentemente, la suma de los cambios porcentuales de los partidos que han disminuido su porcentaje de votos, pues por cada ganancia hay una pérdida equivalente en términos de porcentaje de votos. El índice resultante estará comprendido entre 0 (ningún partido ganó, y por ello ningún partido perdió) y 100 (todos los partidos que han obtenido votos son nuevos, mientras que todos los partidos que se presentaron a las últimas elecciones perdieron todos sus votos).  En otras palabras, el índice es igual al porcentaje neto de votantes que cambiaron su voto.  ("Porcentaje neto", ya que, si el único cambio es un votante del Partido A que cambia al Partido B, y un votante del Partido B que cambia al Partido A, no hay volatilidad neta.)
El índice también se puede calcular como la semisuma de los valores absolutos de todos los beneficios y todas las pérdidas.

### Ejemplo
Supóngase que, en las primeras elecciones, el Partido Azul obtuvo el 65% de votos, el Partido Naranja el 25%, y el Partido Rosa el 10%. Además, supóngase que en las segundas elecciones el Partido Azul obtuvo el 65%, el Partido Naranja el 15%, y el Partido Rosa el 20%.
| Elección/Partido | Azul | Naranja | Rosa |
| ---------------- | ---- | ------- | ---- |
| 1.ª              | 65%  | 25%     | 10%  |
| 2.ª              | 65%  | 15%     | 20%  |
| Diferencia       | 0    | -10     | 10   |

El índice sería igual al beneficio azul (ninguno) más la pérdida naranja (10%, pues no consideramos el signo) más la ganancia rosa (10%), todo ello dividido entre 2, lo que da una volatilidad total del 10%.
Si los tres partidos hubieran desaparecido en las segundas elecciones y hubieran sido reemplazados por el Partido Rojo (75%) y el Partido Negro (25%), la volatilidad habría sido del 100%: los tres primeros pierden todo (100%) + el Partido Rojo gana un 75% y el Partido Negro un 25%, lo que da un total de 100+100 = 200, que, al dividir entre dos, da lugar a una volatilidad del 100%.